# Barwa niebieska
Barwa niebieska – jedna z addytywnych barw podstawowych, na kole barw dopełnia barwę żółtą.  Zakres światła niebieskiego ma długość fali od ok. 420 do ok. 490 nm. Barwa niebieska ma także swoją ciemniejszą odmianę.

## Nazwa
Początkowo do XIV wieku w języku polskim  „niebieski” oznaczało „przynależny do nieba”, a dopiero później wyraz ten stał się osobnym określeniem barwy niebieskiej, charakterystycznej dla koloru nieba. Nazwę tego koloru utworzono przez dodanie do nazwy nieba formantu przymiotnikowego "-ski", kontynuantu z języka prasłowiańskiego -ьskь-jь, który określał przynależność do czegoś. Dzięki temu formantowi utworzono nazwę barwy podobnie jak inne przymiotniki. W wielu językach nie ma osobnych słów na odróżnienie barwy niebieskiej i zielonej, a w języku szwedzkim aż do początku XX wieku używano tego samego słowa na określenie koloru czarnego i niebieskiego.

## Pochodzenie barwy
Bezchmurne niebo ma kolor niebieski z powodu efektu Rayleigha, natomiast lekko niebieska barwa czystej wody wynika z częściowego pochłaniania przez nią czerwonej składowej światła białego (słaba absorpcja <700 nm).
U zwierząt barwa niebieska często jest barwą strukturalną.

## Historia i symbolika
Niebieski jest najzimniejszą z barw. Kojarzy się z otwartą przestrzenią, wodą, morzem, niebem. W starożytnej Grecji i Rzymie był symbolem najwyższych Bóstw – Zeusa i Jupitera. W starożytnym Egipcie lapis lazuli (kamień o głębokim niebieskim kolorze) symbolizował niebo, symboliczne miejsce przebywania Boga.
Uzyskiwano go z kamienia lapis lazuli, który był wówczas równie drogi jak złoto. Z powodu jego ceny używano go często do malowania szat na obrazach przedstawiających Maryję – by oddać jej najwyższy honor. W późniejszych czasach niebieski barwnik potaniał. Był to ostatni kolor podstawowy uzyskany syntetycznie przez człowieka.
Niebieski jest kolorem pełnym symboliki, posiada niemal tyle cech, co czerwień. Niektóre z nich to: uduchowienie, pokój, higiena, spokój, woda, świeżość, czystość i chłód, lecz również dynamizm, kreatywność i inspiracja. Niebieski to także kolor przyjaźni: podarowanie niebieskiego kwiatu symbolizuje duże znaczenie przyjaźni dla obdarowującego. Niebieski bywa też postrzegany jako symbol przywiązania do tradycji.

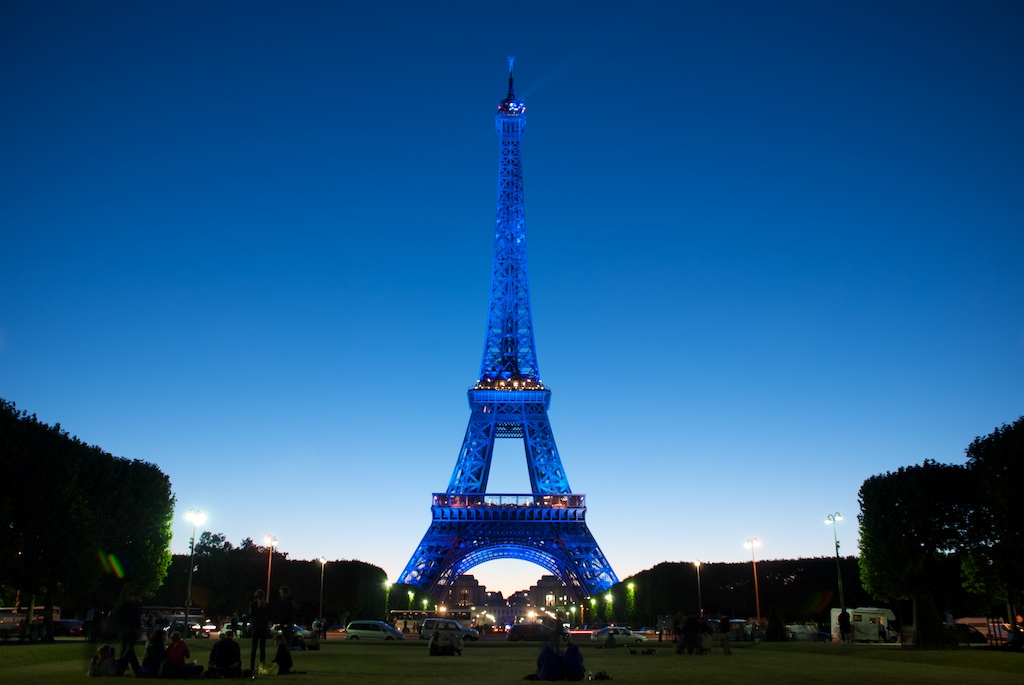
Niebo i podświetlona na niebiesko wieża Eiffla
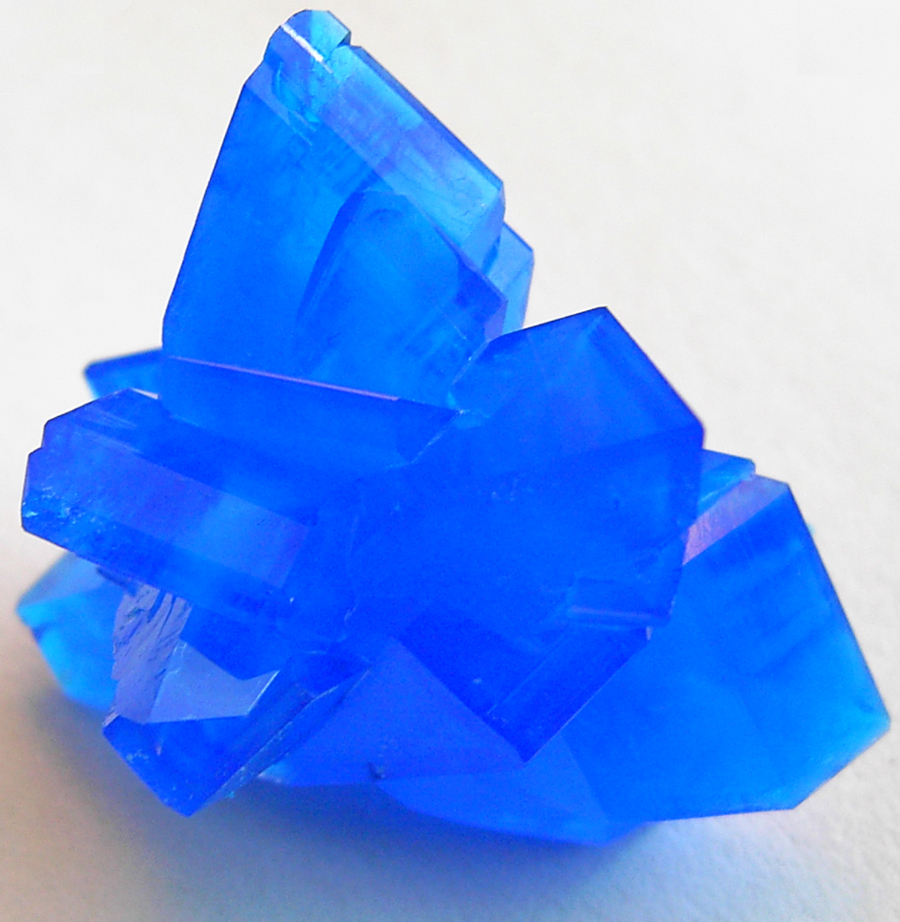
Barwa niebieska pojawia się w świecie nieożywionym (kryształ siarczanu miedzi)…
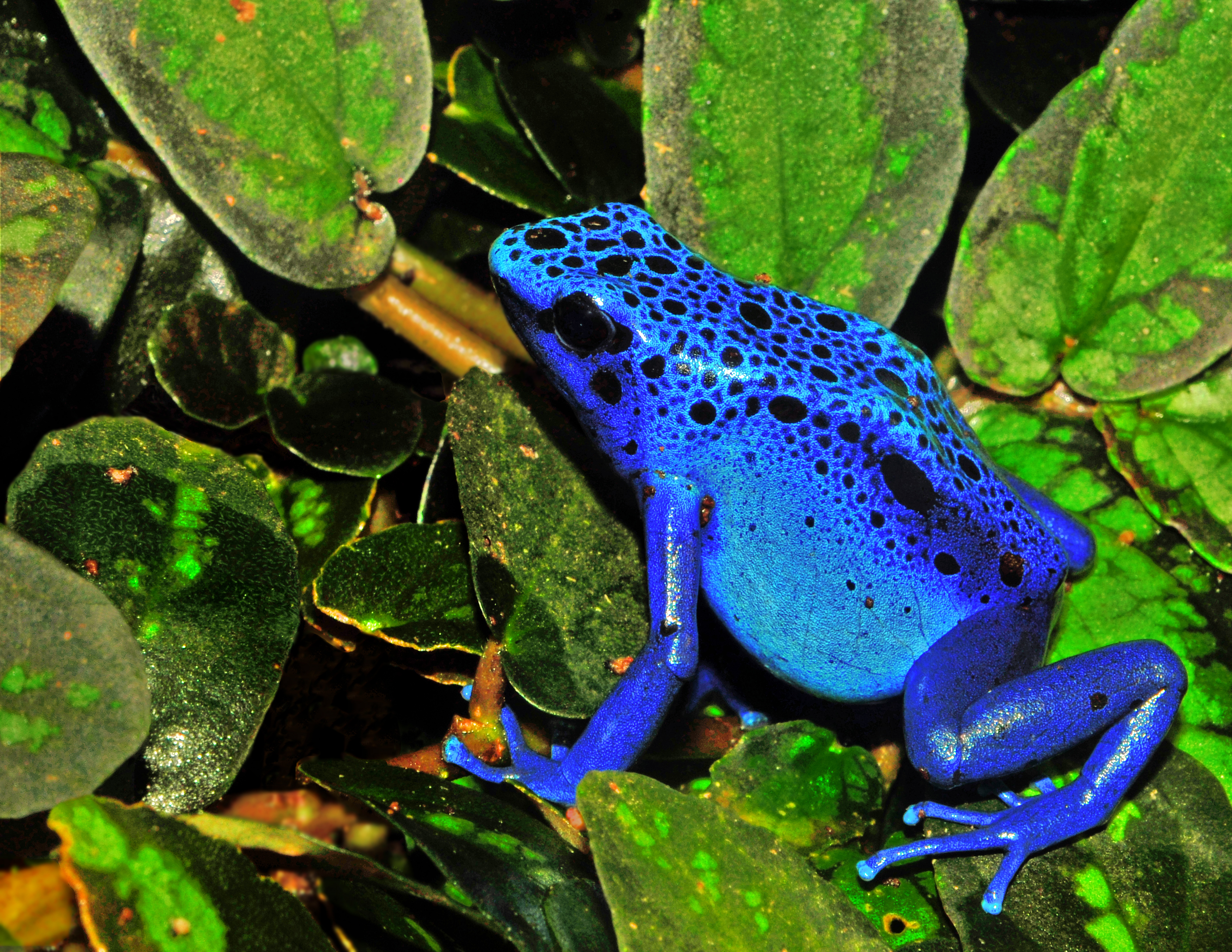
…i ożywionym (drzewołaz niebieski żyjący w Surinamie).
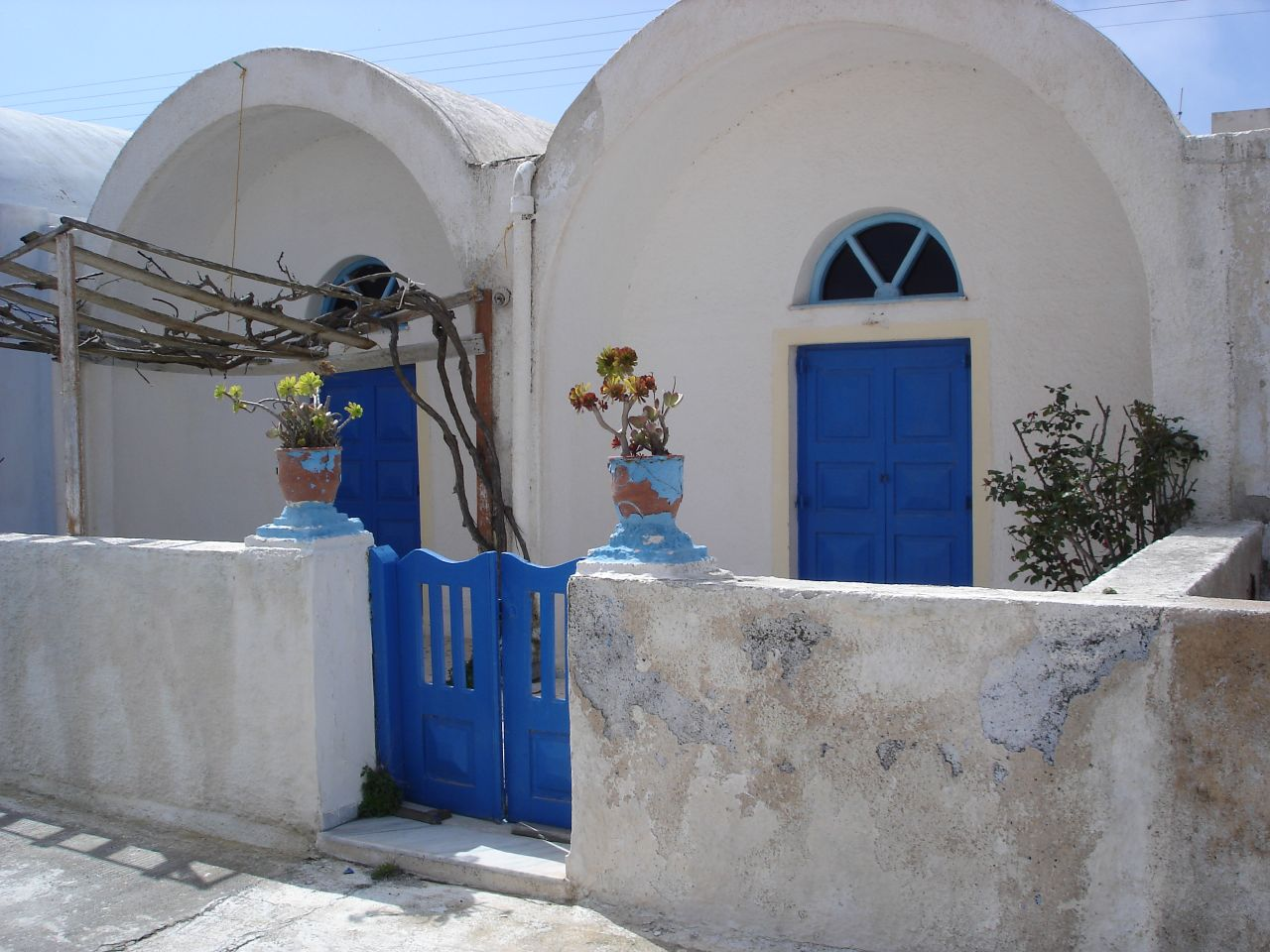
Charakterystyczne niebieskie drzwi i detale domów na greckiej wyspie Santoryn.
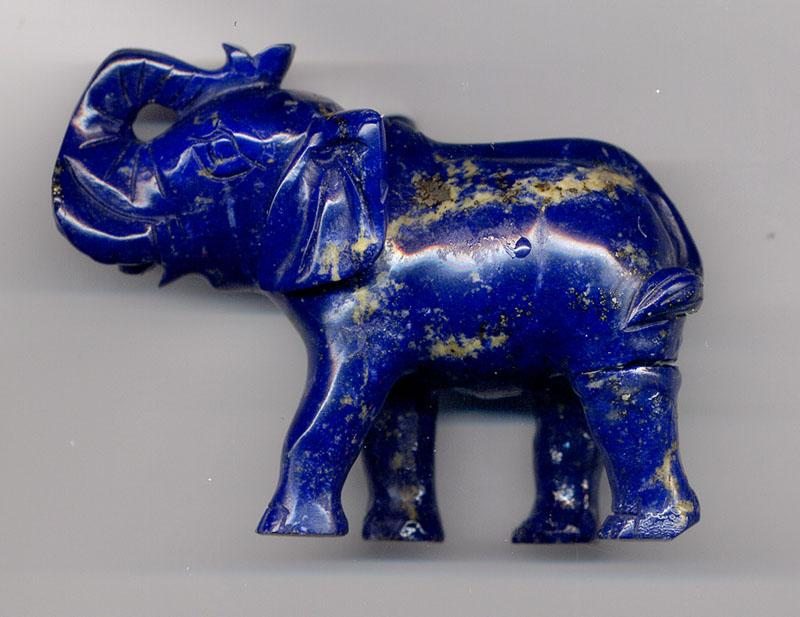
Słoń wyrzeźbiony w lapis lazuli.
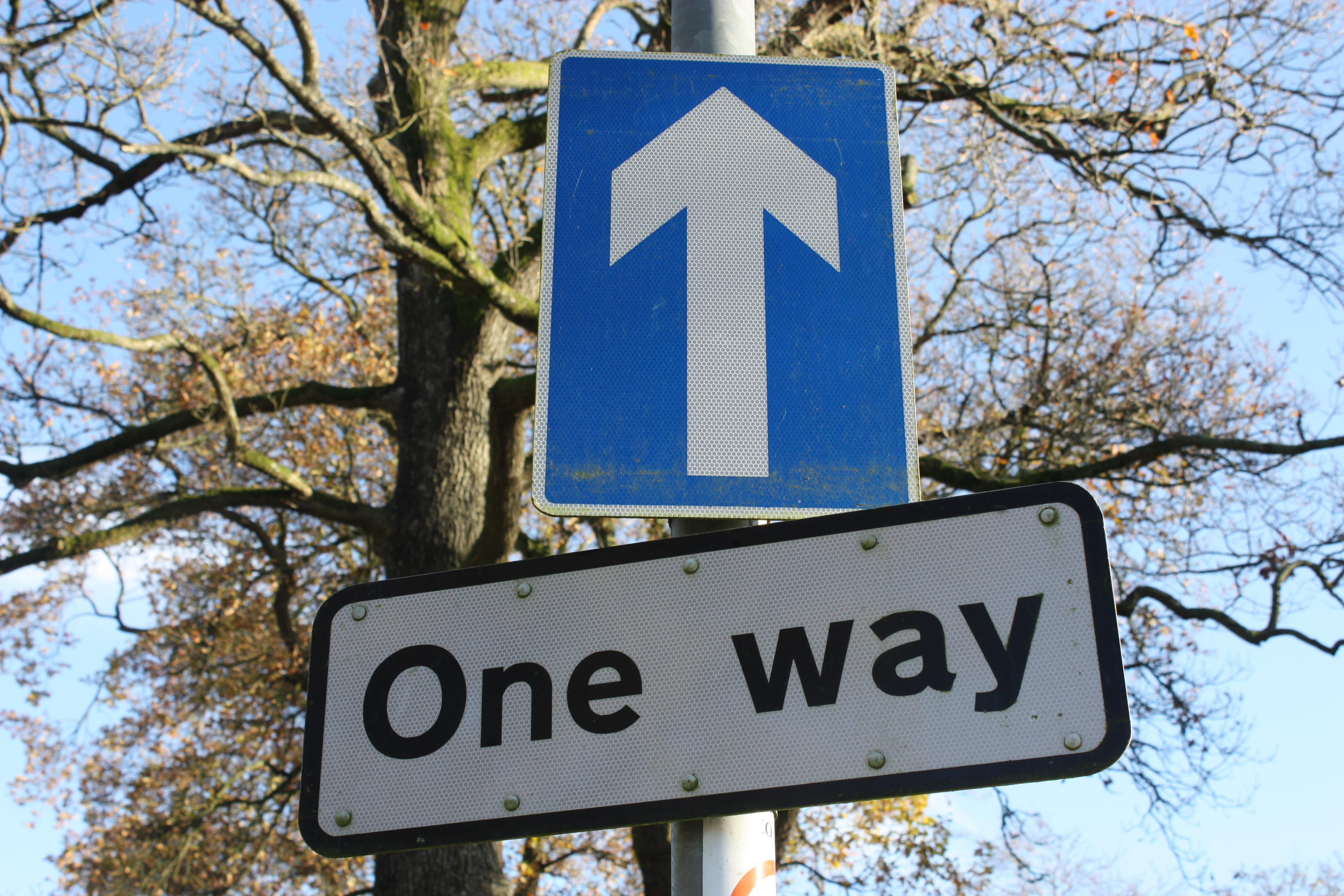
Niebieskie znaki informacyjne.
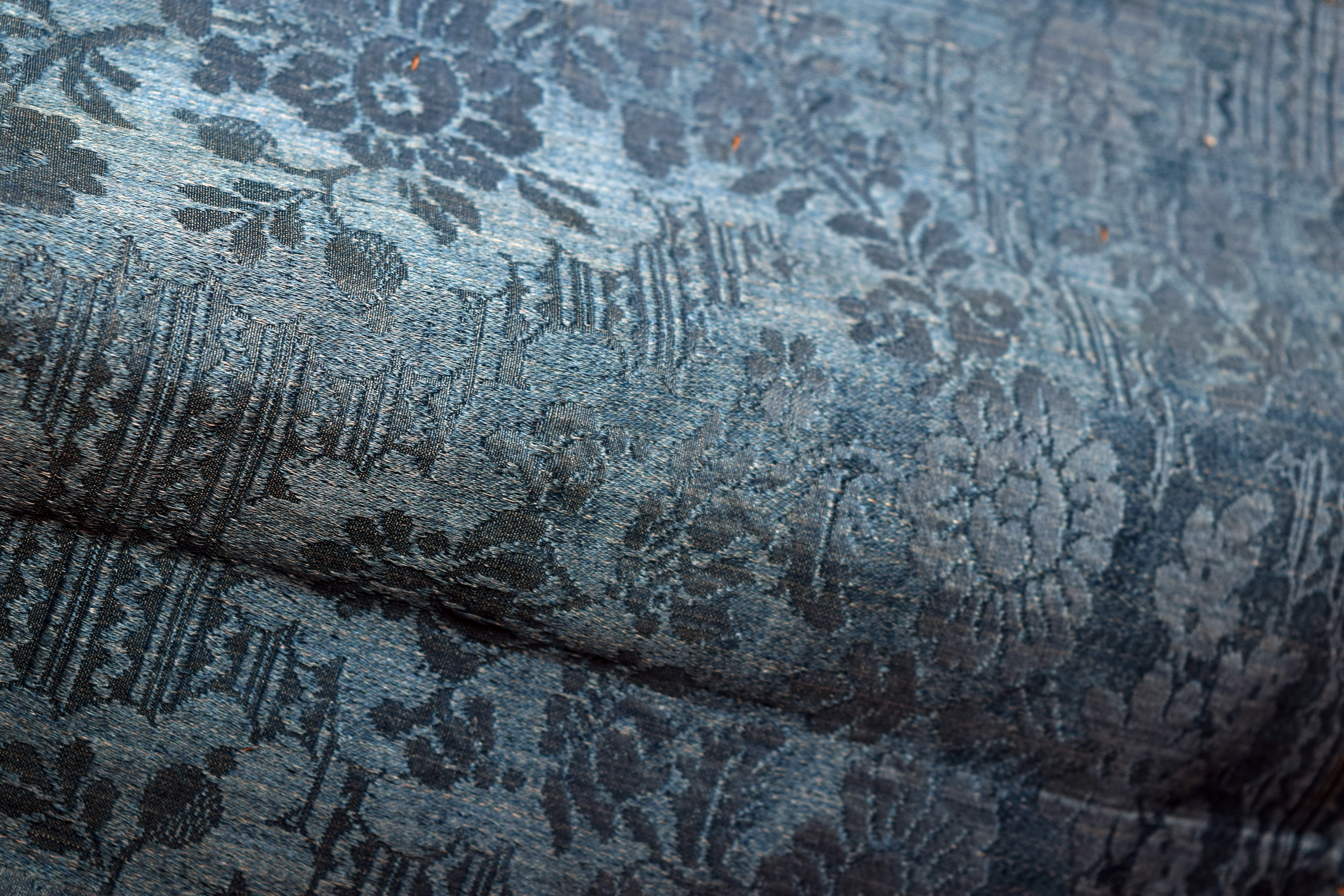
Niebieska tkanina w spódnicy góralskiej

## Dodatkowe informacje

### Powiedzenia związane z kolorem niebieskim
- to feel blue (ang. być smutnym)
- once in a blue moon (ang. bardzo rzadko; raz na ruski rok)
- out of the blue (ang. ni stąd, ni zowąd; spoza rzeczywistości)
- błękitna krew
- myśleć o niebieskich migdałach
- niebieski ptak

### Niektóre minerały o kolorze niebieskim
- lapis lazuli
- szafir
- sodalit
- akwamaryn
- topaz
- kamień księżycowy
- chalcedon
- turkus
- shattuckit